# Charles Jencks

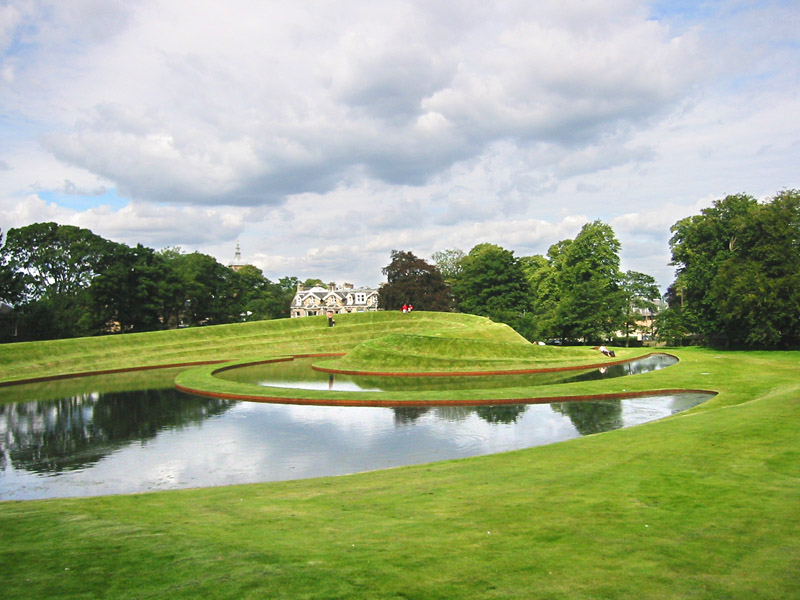
Landform, vid Scottish National Gallery of Modern Art, Edinburgh.

Charles Jencks, född 21 juni 1939 i Baltimore, Maryland, död 13 oktober 2019 i London, Storbritannien, var en amerikansk arkitekt och skulptör.
Charles Jencks har gjort sig känd som arkitekturteoretiker genom att  definiera postmodernismen inom arkitekturen. Han är också landskapsarkitekt och skapare av jordkonstskulpturer.
Jencks skrev 1977 The Language of Postmodern Architecture och introducerade begreppet postmodernism inom arkitekturen. Jencks förespråkade en eklektisk arkitektur, som hämtade inspiration från den klassiska arkitekturen. Liksom Jean-François Lyotard menade Jencks att de stora myterna och berättelserna gått förlorade, och för att arkitekturen skall kunna kommunicera med människor behöver den en lokal förankring till platsen. Jencks teorier stod i polemik mot den rådande modernismen (i Sverige funktionalismen), vilken förespråkade en enda lösning för arkitekturen. Jencks kritiserade denna utopi om en perfekt arkitektur.